# كي ريدفيلد جايمسون
كاي ريدفيلد جايمسون (بالإنجليزية: Kay Redfield Jamison)‏ موليد (22 أكتوبر 1946)، طبيبة أمريكية في علم النفس السريري وكاتبة، ومن أبرز الخبراء في الاضطراب الثنائي القطبيي، كما تعرضت له في سنوات مراهقتها. وهي أستاذة الطب النفسي في جامعة جونز هوبكنز للطب وأستاذ فخري في اللغة الإنجليزية في جامعة سانت أندروز.

## التعليم والمناصب
أخذت الدكتورة جايمسون تعليمها الجامعي في جامعة ولاية كاليفورنيا، لوس أنجلس في أواخر عام 1960، وحصلت على درجتي البكالوريوسوالماجستير في عام 1971، وتابعت بعدها تعليمها حتى حصلت على درجة الدكتوراة في الجامعة نفسها في عام 1975، وتم تعيينها بعدها عضوة هيئة التدريس في الجامعة.
أصبحت مسؤولة عن عيادة الاضطرابات العاطفية في الجامعة، بالإضافة لعمل البحوث وتدريس عدد كبير من الطلبة، وقامت بالعمل في العيادات الخارجية أيضا. كما أخذت إجازة تفرغ علمي لدراسة علم الحيوان والفسيولوجيا العصبية في جامعة سانت أندروز في اسكتلندا.
في أثناء عملها في الجامعة سيطر عليها بشدة هوس الاكتئاب، وساعدها لاحقا في تحديد مسار حياتها العملي.
رغبت مرة أن تقوم بالكشف والبحث عن تاريخ عائلتها عن هذا المرض (الاكتئاب الهوسي) من جانب والدها، والذي كان نفسه يعاني من ذات المرض. وفي إحدى المرات والتي كانت فيه تحت العلاج تحت إشراف الطبيب المختص في الجامعة، حاولت الانتحار عن طريق اتخاذ جرعة زائدة من الليثيوم ولما يحدث لها ذلك، حيث إنها أخطأت الجرعة المميتة، وفشلت في تلك المحاولة.
بعد عدة سنوات من عملها في الجامعة، وباعتبار هذا، حصلت الدكتورة جايسمون على تثبيت لمنصب أستاذ الطب النفسي في جامعة جونز هوبكنز للطب، وهي المرة الأولى التي يعرض فيها هذا العرض إلى طبيب نفسي.
وقدمت خلالها عملها في جامعة هوبكنز عدة محاضرات أيضا في جامعة هارفارد في العام 2002 وفي جامعة أكسفورد في العام 2003.
طوال فترة عمل الدكتورة جايمسون فازت فازت بالعديد من الجوائز ونشرت أكثر من مئة مادة علمية، وكانت واحدة من أفضل الأطباء في الولايات المتحدة، وأطلقت عليها جريدة التايمز ذي تايمز: «بطلة الطب».
كما إنها كانت واحدة من المشاركين في سلسلة البرنامج التلفزيوني: «العقول العظيمة في الطب». وحصلت على الجوائز التالية:
- الجائزة الوطنية للصحة العقلية في العام 1995
- جائزة بحث المؤسسة الأمريكية لمنع الانتحارفي العام 1996
- جائزة القيادة العقلية الصحية في العام 1999
وفي عام 2001 تم منحها درجة الدكتوراة الفخرية في الآداب من جامعة آندروز تقديرا منهم لعملها المخلص طوال سنواتها في الجامعة.

## المساهمات الأكاديمية
- قامت بالتعاون مع البرفيسور فريدريك جوودوين بتأليف كتاب: مرض الهوس الاكتئابي Manic-Depressive Illness
في كتابها «عقل غير هادئ An Unquiet Mind» تمثل نبذه عن مذكراتها..و هذا الكتاب يسرد تجربتها مع الهوس والاكتئاب الشديد! وأيضا كتابها:«الليالي تمر سريعا: فهم الانتحار»، يضم ردودا تاريخيه، دينية، وثقافية للانتحار..و كذلك يضم الكتاب العلاقة بين المرض العقلي والانتحار ! أيضا في هذا الكتاب خصصت الدكتورة جايمسون فصلا كاملا يناقش السياسة العامة والرأي الأمريكي وعلاقتهما بالانتحار.
في مذكراتها الثانية:«لا شيء كان مماثلا nothing Was the Same» تحكي عن علاقتها مع زوجها الثاني الطبيب النفسي: ريتشارد وايت..والذي كان رئيسا لفرع الطب النفسي للمعهد الوطني للصحة العقلية حتى وفاته مؤخرا.
في دراسة لها، في كتابها:"الوفرة، الشغف للحياة Exuberance: The Passion for Life ", تشير جايمسون بأبحاث تقترح أن 15% من الناس الذين يمكن تشخيصهم كمصابين بالهوس الاكتئابي لم يسبق أن أصبحوا مكتئبين! في الواقع هم كما ذكرت جايمسون في سعاده دائمة منتاهية"! واختارت الرئيس ثيودور روزفلت كمثال لهذه الدراسة.
في كتابها:«متأثر بالنار، مرض الهوس الاكتئابي ومزاجه الفني Touched with Fire: Manic-Depressive Illness and the Artistic Temperament» يبين استكشاف جايمسون في كيفية ان الاضطراب الثنائي القطب يمكن ان يحدث في العائلات التي لديها اهتمام بالفن «العائلات الفنية» وأيضا العائلات التي لديها انجازات عظيمة، واختارت اللورد بايرون وأقاربه كمثال على ذلك.

## الحياة الشخصية
قالت الدكتورة جايمسون في مقابله لها أنها كانت شخصا مندفعا..إلا انها كانت تتوق إلى السلام والهدوء، ولكن في النهاية فضَلت «الاضطراب إضافة إلى الانضباط الصارم» الذي يؤدي إلى «حياة مملة بشكل مدهش»!
في مذكراتها:"اضطراب العقل", ختمت قائلة: "منذ فترة طويلة، تخليت عن فكرة الحياة من دون عواصف..أو عالم متحرر من الجفاف ومواسم القتل..الحياة جدا معقده..و متغيره بشكل دائم لتكون الحياة أي شيء، لكن ماهي عليه..وأنا بحكم طبيعتها متقلبة جدا لأصبح أي شيء لكن حذرة جدا من التصنع الذي يترتب عليه أي محاوله لبسط سيطرته على أي قوة أو أمر لا يمكن السيطرة عليه بشكل أساسي! سيكون هناك دائما دفع للعناصر والأمور المثيرة للقلق..و تلك العناصر ستكون هناك دائما. في نهاية اليوم، لحظات الفرد من الأرق والكآبة، والقناعات القوية ولحظات الحماسية المجنونة، كل ذلك يِشكل الحياة لشخص ما تغيير الطبيعة والاتجاهات لعمل شخص ما..كل ذلك أيضا يعطي معنى نهائي عميق، وألوان دافئة لأحباء شخص ما وصداقاته.
- الدكتورة جايسمون غير متزوجة حاليا، وكانت قد تزوجت بالدكتور: ريتشارد ويات حتى توفي في العام 2002.

## روابط خارجية
- كي ريدفيلد جايمسون على موقع IMDb (الإنجليزية)
- كي ريدفيلد جايمسون على موقع الموسوعة البريطانية (الإنجليزية)